# 10月
10月是公历年中的第十个月，又稱玫瑰月，是大月，共有31天。
歐洲語言中的October是拉丁文中八月的意思。
在北半球，10月是秋季的第二个月，本月节气有寒露和霜降。

## 10月的節日／紀念日

### 日期固定
- 10月1日
  - 中华人民共和国国庆节
  - 世界明信片節
  - 国际老人节
  - 烏克蘭保衛者日
- 10月3日
  - 德國統一日
  - 開天節（韓國）
  - 伊拉克國慶日
- 10月4日：世界動物日
- 10月5日
  - 国际教师节
  - 葡萄牙共和國成立日
- 10月8日：全国高血压日（中华人民共和国）
- 10月10日
  - 辛亥革命纪念日、國慶日（中華民國）
  - 朝鲜劳动党黨慶日
- 10月11日：國際女孩日
- 10月12日
  - 西班牙國慶日
  - 哥倫布日（美洲）
- 10月13日：普密蓬紀念日（泰國）
- 10月14日
  - 世界標準日
  - 尼雷爾日（坦尚尼亞）
- 10月15日：国际盲人节
- 10月16日
  - 世界粮食日
  - 老闆節（美國）
- 10月17日：世界消除贫困日
- 10月20日：越南的婦女節
- 10月21日
  - 華僑節（中華民國）
  - 塞爾維亞二戰受害者紀念日
- 10月24日：聯合國日
- 10月25日：臺灣光復節暨金門古寧頭大捷紀念日[1]（中華民國）
- 10月28日：不日（希臘、賽普勒斯）
- 10月29日：土耳其國慶日
- 10月31日
  - 萬聖夜
  - 先總統蔣公誕辰紀念日（中華民國）

### 日期不固定
- 10月第一个星期一：国际住房日
- 10月第二個星期一：體育之日（日本）
- 10月第二个星期三：国际减灾日
- 10月第二个星期四：世界视觉日
- 10月第二个星期日：祖父母節（香港）

## 其它
- 10月的星座包含天秤座（9/23~10/23）和天蠍座（10/24~11/22）
- 在平年，10月开始于与1月一个星期的同样一天
- 在閏年，10月开始于與其他月份沒有一个同样一天開始

## 参看
- 四季：春季——夏季——秋季——冬季